# Not Strong Enough
Not Strong Enough (deutsch „Nicht stark genug“) ist ein Lied der US-amerikanischen Indie-Rock-Supergroup Boygenius. Es wurde am 1. März 2023 als vierte Single ihres Debütalbums The Record veröffentlicht.

## Entstehung und Veröffentlichung
Der Song wurde von allen drei Bandmitgliedern – Julien Baker, Phoebe Bridgers und Lucy Dacus – gemeinsam geschrieben. Die Aufnahmen fanden im Januar 2022 im Shangri-La Studio in Malibu, Kalifornien, statt.
Die Veröffentlichung erfolgte am 1. März 2023 über das Label Interscope Records. Not Strong Enough war nach True Blue, Emily I'm Sorry und $20 bereits die vierte Auskopplung aus dem am 31. März 2023 erscheinenden Album The Record und ist der sechste Track auf dem Album.
Die Produktion des Songs übernahmen die Bandmitglieder selbst zusammen mit dem erfahrenen Produzenten Tony Berg sowie Catherine Marks, Ethan Gruska, Melina Duterte und Sarah Tudzin. Boygenius legte bei der Entstehung des Albums großen Wert darauf, Frauen in den Produktionsprozess einzubinden.

## Musikalischer Stil und Inhalt
Not Strong Enough ist dem Indie-Rock und Folk-Rock zuzuordnen, enthält aber auch Elemente verschiedener anderer Genres wie Jangle-Pop. Die Instrumentierung umfasst klassische Rock-Elemente wie Gitarren, Bass und Schlagzeug, wird aber durch den Einsatz von Synthesizern erweitert.
Textlich thematisiert das Lied vor allem psychische Erkrankungen und deren Auswirkungen auf Beziehungen. Der Fokus liegt auf einem Erzähler, der widersprüchliche Gefühle von Selbsthass und Selbstüberhöhung erlebt. Musikkritiker analysierten auch feministische Themen und Aspekte von Geschlechterrollen in den Texten.
Der Refrain enthält eine Anspielung auf den Song Strong Enough von Sheryl Crow aus dem Jahr 1994. Bridgers hatte die referenzielle Zeile Not strong enough to be your man lange vor dem Schreiben des Songs erdacht.

## Rezeption
Der ehemalige US-Präsident Barack Obama nahm den Song in seine jährliche Sommerplaylist auf.
Musikkritiker lobten die eingängige Melodie und verglichen den Song mit frühen Hits von The Smiths und R.E.M. Mehrere Publikationen bezeichneten ihn als einen der besten Songs auf The Record und des Jahres 2023.
Bei den Grammy Awards 2024 wurde Not Strong Enough in den Kategorien Record of the Year, Best Rock Performance und Best Rock Song nominiert. In den letzten beiden Kategorien konnte Boygenius den Preis gewinnen.

## Musikvideo
Das offizielle Musikvideo, das am 1. März 2023 veröffentlicht wurde, zeigt die drei Bandmitglieder bei verschiedenen Freizeitaktivitäten in Südkalifornien, darunter Besuche in einem Vergnügungspark, einem Kunstmuseum und auf einem Minigolfplatz. Das Video endet mit einer Szene am Strand, in der die Band ein Lagerfeuer genießt.

## Kommerzieller Erfolg

### Chartplatzierungen
Das Lied erreichte Platz 1 der US-amerikanischen Alternative Airplay Charts und hielt sich dort sieben Wochen. Es verbrachte insgesamt 24 Wochen in diesen Charts und wurde von Billboard zum erfolgreichsten Song des Jahres 2023 im Adult Alternative Radio gekürt. Auf den Rock Airplay Charts von Billboard, die Hörerreichweite über Mainstream Rock, Alternative und Adult Album Alternative Radiostationen misst, debütierte der Song auf Platz 39 und erreichte Platz 12.

### Auszeichnungen für Musikverkäufe
| Land/Region                  | Auszeichnungen für Musikverkäufe (Land/Region, Auszeichnung, Verkäufe) | Verkäufe |
| ---------------------------- | ---------------------------------------------------------------------- | -------- |
| Vereinigtes Königreich (BPI) | Silber                                                                 | 200.000  |
| Insgesamt                    | 1× Silber ·                                                            | 200.000  |